# Évolution du collège épiscopal français en 2018
Liste des évêques français
- 2014
- 2015
- 2016
- 2017
- 2018
- 2019
- 2020
- 2021
- 2022

Cette page a pour but de présenter les évolutions intervenues au sein du collège épiscopal français au cours de l'année 2018, ainsi que la situation des évêques des diocèses de France métropolitaine et d'outre-mer, mais également des évêques français exerçant pour la curie romaine ou pour des diocèses étrangers au 31 décembre 2018.

## Évolution du1erjanvier au 31 décembre 2018
L'année 2018 aura été marquée en particulier par les nominations des nouveaux archevêques de Cambrai, de Reims et de Bourges, par la suppression du vicariat apostolique de Saint-Pierre et Miquelon et par la disparition du cardinal Jean-Louis Tauran.
| Date              | Événement                                                       | Titre |
| ----------------- | --------------------------------------------------------------- | --- |
| 6 janvier 2018    | Installation de Michel Aupetit                                  | Archevêque de Paris                                                                                       |
| 2 février 2018    | Nomination de Philippe Christory                                | Évêque de Chartres                                                                                        |
| 1er mars 2018     | Démission de Pierre Gaschy                                      | Vicaire apostolique émérite de Saint-Pierre et Miquelon                                                   |
| 1er mars 2018     | Suppression du vicariat apostolique de Saint-Pierre et Miquelon | Suppression du vicariat apostolique de Saint-Pierre et Miquelon                                           |
| 9 mars 2018       | Nomination de Jean-Marie Le Vert                                | Évêque auxiliaire de Bordeaux                                                                             |
| 15 avril 2018     | Ordination épiscopale et installation de Philippe Christory     | Évêque de Chartres                                                                                        |
| 26 avril 2018     | Mort de Pierre Plateau                                          | Archevêque émérite de Bourges                                                                             |
| 25 mai 2018       | Nomination de Vincent Dollmann                                  | Archevêque coadjuteur de Cambrai                                                                          |
| 29 mai 2018       | Nomination de François Jacolin                                  | Évêque de Luçon                                                                                           |
| 1er juin 2018     | Mort de René Séjourné                                           | Évêque émérite de Saint-Flour                                                                             |
| 5 juin 2018       | Nomination de Matthieu Rougé                                    | Évêque de Nanterre                                                                                        |
| 19 juin 2018      | Mort de Paul Marx, MSC                                          | Évêque émérite de Kerema (en) (Papouasie-Nouvelle-Guinée)                                                 |
| 23 juin 2018      | Démission de Jean Teyrouz                                       | Évêque émérite de l'éparchie Sainte-Croix-de-Paris des Arméniens                                          |
| 23 juin 2018      | Nomination d'Élie Yéghiayan                                     | Évêque de l'éparchie Sainte-Croix-de-Paris des Arméniens                                                  |
| 26 juin 2018      | Retrait de Jean-Louis Bruguès                                   | Archiviste et bibliothécaire émérite de l’Église                                                          |
| 5 juillet 2018    | Démission de Claude Azéma                                       | Évêque auxiliaire émérite de Montpellier                                                                  |
| 5 juillet 2018    | Mort du cardinal Jean-Louis Tauran                              | Président du Conseil pontifical pour le dialogue inter-religieux. Camerlingue de la Sainte Église romaine |
| 15 juillet 2018   | Installation de François Jacolin                                | Évêque de Luçon                                                                                           |
| 23 juillet 2018   | Mort de Pierre Pican                                            | Évêque émérite de Bayeux et Lisieux                                                                       |
| 25 juillet 2018   | Démission d'Armand Maillard                                     | Archevêque émérite de Bourges                                                                             |
| 25 juillet 2018   | Nomination de Jérôme Beau                                       | Archevêque de Bourges                                                                                     |
| 12 août 2018      | Ordination épiscopale et installation d'Élie Yéghiayan          | Évêque de l'éparchie Sainte-Croix-de-Paris des Arméniens                                                  |
| 15 août 2018      | Mort de François Garnier                                        | Archevêque de Cambrai                                                                                     |
| 15 août 2018      | Entrée en fonction de Vincent Dollmann                          | Archevêque de Cambrai                                                                                     |
| 18 août 2018      | Démission de Thierry Jordan                                     | Archevêque émérite de Reims                                                                               |
| 18 août 2018      | Nomination d'Éric de Moulins-Beaufort                           | Archevêque de Reims                                                                                       |
| 23 août 2018      | Mort d'Yves Bescond                                             | Évêque auxiliaire émérite de Meaux                                                                        |
| 16 septembre 2018 | Ordination épiscopale et installation de Matthieu Rougé         | Évêque de Nanterre                                                                                        |
| 23 septembre 2018 | Installation de Jérôme Beau                                     | Archevêque de Bourges                                                                                     |
| 13 octobre 2018   | Mort de François Bussini                                        | Évêque émérite d'Amiens                                                                                   |
| 28 octobre 2018   | Installation d'Éric de Moulins-Beaufort                         | Archevêque de Reims                                                                                       |
| 14 décembre 2018  | Nomination d'Alexandre Joly                                     | Évêque auxiliaire de Rennes                                                                               |
| 14 décembre 2018  | Nomination de Bruno Valentin                                    | Évêque auxiliaire de Versailles                                                                           |
| 19 décembre 2018  | Mort de Jacques David                                           | Évêque émérite d'Évreux                                                                                   |
| 24 décembre 2018  | Retrait de Ghislain de Rasilly                                  | Évêque émérite de Wallis et Futuna                                                                        |
| 24 décembre 2018  | Nomination de Susitino Sionepoe                                 | Évêque de Wallis et Futuna                                                                                |

Soit pour l'année 2018 :
- Dix nominations dont
  - Six nominations de nouveaux évêques en France
  - Cinq transferts d'évêques
- Trois ordinations épiscopales
- Sept départs en retraite ou démissions
- Neuf décès

## Situation des évêques français au 31 décembre 2018

### France métropolitaine
- Agen : Hubert Herbreteau
- Aire et Dax : Nicolas Souchu, Hervé Gaschignard évêque émérite, Philippe Breton évêque émérite
- Aix-en-Provence et Arles : Christophe Dufour, Claude Feidt archevêque émérite
- Ajaccio : Olivier de Germay
- Albi, Castres et Lavaur : Jean Legrez
- Amiens : Olivier Leborgne, Jacques Noyer évêque émérite
- Angers : Emmanuel Delmas, Jean-Louis Bruguès évêque émérite, archevêque par titre, Jean Orchampt évêque émérite
- Angoulême : Hervé Gosselin, Claude Dagens évêque émérite
- Annecy : Yves Boivineau
- Arras, Boulogne sur Mer et Saint Omer : Jean-Paul Jaeger
- Auch, Condom, Lectoure et Lombez : Maurice Gardès, Maurice Fréchard archevêque émérite
- Autun, Chalon et Mâcon : Benoît Rivière, Raymond Séguy évêque émérite
- Avignon : Jean-Pierre Cattenoz
- Bayeux et Lisieux : Jean-Claude Boulanger
- Bayonne, Lescar et Oloron : Marc Aillet, Pierre Molères évêque émérite
- Beauvais, Noyon et Senlis : Jacques Benoit-Gonnin
- Belfort-Montbéliard : Dominique Blanchet, Claude Schockert évêque émérite
- Belley-Ars : Pascal Roland, Guy Bagnard évêque émérite
- Besançon : Jean-Luc Bouilleret
- Blois : Jean-Pierre Batut, Maurice de Germiny évêque émérite
- Bordeaux et Bazas : cardinal Jean-Pierre Ricard, Bertrand Lacombe évêque auxiliaire, Jean-Marie Le Vert évêque auxiliaire
- Bourges : Jérôme Beau, Armand Maillard archevêque émérite, Hubert Barbier archevêque émérite
- Cahors : Laurent Camiade
- Cambrai : Vincent Dollmann
- Carcassonne et Narbonne : Alain Planet, Jacques Despierre évêque émérite
- Châlons-en-Champagne : François Touvet, Gilbert Louis évêque émérite
- Chambéry, Maurienne et Tarentaise : Philippe Ballot
- Chartres : Philippe Christory
- Clermont : François Kalist, Hippolyte Simon archevêque émérite
- Coutances et Avranches : Laurent Le Boulc'h
- Créteil : Michel Santier, Daniel Labille évêque émérite
- Digne-les-Bains, Riez et Sisteron : Jean-Philippe Nault, François-Xavier Loizeau évêque émérite
- Dijon : Roland Minnerath
- Évreux : Christian Nourrichard
- Évry-Corbeil-Essonnes : Michel Pansard, Michel Dubost évêque émérite, Guy Herbulot évêque émérite
- Fréjus et Toulon : Dominique Rey
- Gap et Embrun : Xavier Malle, Jean-Michel di Falco évêque émérite
- Grenoble et Vienne : Guy de Kerimel
- Langres : Joseph de Metz-Noblat, Philippe Gueneley évêque émérite
- La Rochelle et Saintes : Georges Colomb, Bernard Housset évêque émérite
- Laval : Thierry Scherrer
- Le Havre : Jean-Luc Brunin, Michel Guyard évêque émérite
- Le Mans : Yves Le Saux
- Le Puy-en-Velay : Luc Crepy
- Lille : Laurent Ulrich, Antoine Hérouard évêque auxiliaire, Gérard Defois évêque émérite, Gérard Coliche évêque auxiliaire émérite
- Limoges : Pierre-Antoine Bozo
- Luçon : François Jacolin, Alain Castet évêque émérite
- Lyon : Cardinal Philippe Barbarin, Patrick Le Gal évêque auxiliaire, Emmanuel Gobilliard évêque auxiliaire
- Marseille : Georges Pontier, Jean-Marc Aveline évêque auxiliaire
- Meaux : Jean-Yves Nahmias, Albert-Marie de Monléon évêque émérite
- Mende : Vacant, Paul Bertrand évêque émérite
- Metz : Jean-Christophe Lagleize, Pierre Raffin évêque émérite
- Montauban : Bernard Ginoux, Jacques de Saint-Blanquat évêque émérite
- Montpellier, Lodève, Béziers, Agde et Saint Pons de Thomières : Pierre-Marie Carré, Guy Thomazeau, archevêque émérite, Claude Azéma évêque auxiliaire émérite
- Moulins : Laurent Percerou
- Nancy-Toul : Jean-Louis Papin
- Nanterre : Matthieu Rougé, Gérard Daucourt évêque émérite, François Favreau évêque émérite
- Nantes : Jean-Paul James, Georges Soubrier évêque émérite
- Nevers : Thierry Brac de La Perrière
- Nice : André Marceau, Louis Sankalé évêque émérite, Jean Bonfils évêque émérite
- Nîmes, Uzès et Alès : Robert Wattebled
- Orléans : Jacques Blaquart, André Fort évêque émérite
- Pamiers, Couserans et Mirepoix : Jean-Marc Eychenne
- Paris : Michel Aupetit, Denis Jachiet évêque auxiliaire, Thibault Verny évêque auxiliaire, Cardinal André Vingt-Trois archevêque émérite .
- Périgueux et Sarlat : Philippe Mousset, Michel Mouïsse évêque émérite
- Perpignan-Elne : Norbert Turini
- Poitiers : Pascal Wintzer, Albert Rouet archevêque émérite
- Pontoise : Stanislas Lalanne
- Quimper, Cornouailles et Léon : Laurent Dognin
- Reims : Eric de Moulins-Beaufort, archevêque, Bruno Feillet évêque auxiliaire, Thierry Jordan, archevêque émerite, Joseph Boishu évêque auxiliaire émérite.
- Rennes, Dol et Saint Malo : Pierre d'Ornellas archevêque, Alexandre Joly, évêque auxiliaire.
- Rodez et Vabres : François Fonlupt
- Rouen : Dominique Lebrun, Jean-Charles Descubes archevêque émérite
- Saint-Brieuc et Tréguier : Denis Moutel, Lucien Fruchaud évêque émérite
- Saint-Claude : Vincent Jordy
- Saint-Denis : Pascal Delannoy
- Saint-Dié : Didier Berthet, Jean-Paul Mathieu évêque émérite, Paul-Marie Guillaume évêque émérite
- Saint-Étienne : Sylvain Bataille
- Saint-Flour : Bruno Grua
- Séez : Jacques Habert
- Sens et Auxerre : Hervé Giraud, Yves Patenôtre archevêque émérite, Georges Gilson archevêque émérite
- Soissons, Laon et Saint-Quentin : Renauld de Dinechin
- Strasbourg : Luc Ravel, Christian Kratz évêque auxiliaire, Joseph Doré archevêque émérite, Jean-Pierre Grallet archevêque émérite
- Tarbes et Lourdes : Nicolas Brouwet, Jacques Perrier évêque émérite
- Toulouse, Saint Bertrand de Comminges et Rieux : Robert Le Gall, Émile Marcus archevêque émérite
- Tours : Bernard-Nicolas Aubertin
- Troyes : Marc Stenger
- Tulle : Francis Bestion, Bernard Charrier évêque émérite
- Valence, Die et Saint-Paul-Trois-Châteaux : Pierre-Yves Michel, Didier-Léon Marchand évêque émérite
- Vannes : Raymond Centène, François-Mathurin Gourvès évêque émérite
- Verdun : Jean-Paul Gusching, François Maupu évêque émérite
- Versailles : Éric Aumonier, Bruno Valentin, évêque auxiliaire, Jean-Charles Thomas évêque émérite
- Viviers : Jean-Louis Balsa, François Blondel évêque émérite

- Diocèse aux armées françaises : Antoine de Romanet
- Mission de France : Hervé Giraud, Yves Patenôtre prélat émérite, Georges Gilson prélat émérite.

### France d'outre-mer
- Basse-Terre et Pointe-à-Pitre : Jean-Yves Riocreux, Ernest Cabo évêque émérite
- Cayenne : Emmanuel Lafont
- Saint-Pierre et Fort-de-France : David Macaire, Michel Méranville archevêque émérite
- Taiohae (ou Tefenuaenata) (Îles Marquises) : Pascal Chang-Soi, Guy Chevalier évêque émérite
- Îles Wallis-et-Futuna : Susitino Sionepoe évêque nommé, Ghislain de Rasilly évêque émérite
- Nouméa : Michel-Marie Calvet
- Papeete : Jean-Pierre Cottanceau, Hubert Coppenrath, archevêque émérite
- Saint-Denis de La Réunion : Gilbert Aubry

### Églises orientales en France
- Éparchie de Sainte-Croix de Paris des Arméniens catholiques de France : Élie Yéghiayan, Jean Teyrouz évêque émérite
- Éparchie Notre-Dame du Liban de Paris des Maronites : Nasser Gemayel
- Éparchie Saint Vladimir le Grand de Paris des Ukrainiens : Borys Gudziak
- Ordinariat de France des catholiques orientaux : Michel Aupetit

### Au service du Saint-Siège
Plusieurs évêques français exercent des fonctions dans les services diplomatiques du Saint-Siège ou dans les différents organismes de la Curie romaine.
- Tribunal suprême de la signature apostolique : cardinal Dominique Mamberti préfet
- Archives secrètes du Vatican et Bibliothèque apostolique vaticane : Jean-Louis Bruguès archiviste et bibliothécaire émérite
- Congrégation pour le clergé : Joël Mercier, secrétaire
- Conseil pontifical « Justice et Paix » : cardinal Roger Etchegaray président émérite
- Conseil pontifical pour la culture : cardinal Paul Poupard président émérite
- Nonciature au Ghana : Jean-Marie Speich, nonce
- Nonciature au Guatemala : Nicolas Thévenin, nonce
- Nonciature aux États-Unis : Christophe Pierre nonce
- Nonciature près l'Union européenne : Alain Lebeaupin nonce
- Service diplomatique : François Bacqué nonce apostolique émérite, Jean-Paul Gobel nonce apostolique émérite, André Dupuy nonce apostolique émérite
- Ordre souverain de Malte : Jean Laffitte prélat

### Au service de diocèses étrangers

#### Afrique
- Algérie - Alger : Paul Desfarges, SJ, archevêque; Henri Teissier archevêque émérite
- Algérie - Constantine : Gabriel Piroird, Inst. Prado, évêque émérite
- Algérie - Laghouat : Claude Rault, M.Afr, évêque émérite
- Algérie - Oran : Jean-Paul Vesco, OP, évêque, Alphonse Georger, évêque émérite
- République du Congo - Impfondo : Jean Gardin, CSSp, évêque
- République du Congo - Ouesso : Yves Monot, CSSp, évêque
- Djibouti - Djibouti : Georges Perron, OFM. Cap, évêque émérite
- Gabon - Makokou : Joseph Koerber, CSSp, vicaire apostolique
- Gabon - Mouila (en) : Dominique Bonnet, CSSp, évêque émérite
- Maroc - Rabat : Vincent Landel, SCJ Béth, archevêque émérite
- Niger - Niamey : Michel Cartatéguy, SMA, archevêque émérite; Guy Romano, CSsR, évêque émérite
- Tchad - Mongo : Henri Coudray, SJ, vicaire apostolique
- Tchad - N'Djaména : Charles Vandame, SJ, archevêque émérite
- Tchad - Pala : Georges-Hilaire Dupont, OMI, évêque émérite

#### Amérique du Sud
- Brésil - Santissima Conceição do Araguaia : Dominique You, évêque
- Brésil - Viana (en) : Xavier de Maupeou, évêque émérite

#### Asie - Océanie
- Cambodge - Phnom-Penh : Olivier Schmitthaeusler, MEP, vicaire apostolique; Yves Ramousse, MEP, vicaire apostolique émérite
- Corée du Sud - Andong : René Dupont, MEP, évêque émérite
- Laos - Savannakhet : Pierre Bach, MEP, vicaire apostolique émérite

#### Europe
- Estonie - Administration apostolique d'Estonie : Philippe Jourdan, administrateur apostolique
- Monaco - Monaco : Bernard Barsi, archevêque
- Turquie - Istanbul : Louis Pelâtre, AA, vicaire apostolique émérite

### Autres situations
- Pierre-Marie Gaschy et Lucien Fischer, vicaires apostoliques émérites de Saint-Pierre et Miquelon, vicariat apostolique supprimé en 2018.
- Jacques Gaillot, évêque titulaire de Partenia.
- Bernard Tissier de Mallerais, évêque de la Fraternité sacerdotale Saint-Pie-X.
- Jean-Michel Faure, évêque de l'Union sacerdotale Marcel-Lefebvre (excommunié).